# NIBC Bank Deutschland
Die NIBC Bank Deutschland AG (vormals Gallinat-Bank AG) war ein Kreditinstitut mit Sitz in Frankfurt am Main und befand sich im Besitz der niederländischen NIBC Bank. Zum 31. Juli 2014 stellte die Bank das Einlagengeschäft mit Privatkunden (im Zuge der Übernahme durch die NIBC Bank) ein.
Zum 1. November 2020 ist die NIBC Bank Deutschland AG rechtswirksam auf die NIBC Bank N.V., Den Haag Niederlande verschmolzen.

## Geschichte
Die Bank wurde 1962 durch Hans Gallinat in Essen gegründet. Anfangs war die Bank als Gallinat & Co. KG, Bank für Waren- und Kundenkredite im Teilzahlungsgeschäft aktiv. Seit 1971 firmierte sie als Vollbank unter dem Namen Gallinat-Bank KG. Im Jahr 1998 wurde die Kommanditgesellschaft in eine Aktiengesellschaft umgewandelt.
Im April 2014 hat die niederländische NIBC Bank N.V., Zweigniederlassung Frankfurt am Main, die Gallinat-Bank AG, Essen, übernommen und die Bank anschließend in NIBC Bank Deutschland AG umbenannt. Zum 1. November 2020 ist die NIBC Bank Deutschland AG rechtswirksam auf die NIBC Bank N.V., Den Haag Niederlande verschmolzen.